# 江戸川乱歩の陰獣
『江戸川乱歩の陰獣』（えどがわらんぽのいんじゅう）は、1977年公開の日本映画。
加藤泰監督、香山美子、あおい輝彦主演。松竹製作・配給。カラー / ビスタサイズ / 116分。
江戸川乱歩の小説『陰獣』の映画化。

## スタッフ
- 製作 - 白木慶二
- 監督 - 加藤泰
- 監督補 - 三村晴彦
- 助監督 - 増田彬（*クレジット上では、監督助手）
- 脚本 - 加藤泰、仲倉重郎
- 原作 - 江戸川乱歩
- 撮影 - 丸山恵司
- 音楽 - 鏑木創
- 美術 - 梅田千代夫
- 録音 - 小林英男
- 調音 - 小尾幸魚
- 照明 - 三浦札
- 編集 - 大沢しづ
- スチール - 金田正
- 衣裳 - 松竹衣裳
- 現像 - 東洋現像所
- 進行 - 大川修
- 製作主任 - 池田義徳
- 前衛劇
  - 構成 -　星野和彦
  - 振付 - 横井茂
- 挿入画 - 林静一

## キャスト
- 寒川光一郎 - あおい輝彦
- 小山田静子 - 香山美子
- 小山田六郎 - 大友柳太朗
- 本田達雄 - 若山富三郎
- 市川荒丸 - 川津祐介
- 糸崎検事 - 中山仁
- 植草河太郎 - 仲谷昇
- 植草京子 - 野際陽子
- ヘレン・クリスティ - 田口久美
- 増田芙美子 - 加賀まりこ
- 青木民蔵 - 尾藤イサオ
- 佐々木初代 - 任田順好
- 支配人 - 汐路章
- ピエロの小母さん - 石井富子
- 一銭蒸気の係員 - 藤岡琢也
- 一銭蒸気のお婆ちゃん - 菅井きん
- 〝津軽じょんがら節〟
  - 三味線 - 木田林松栄（津軽三味線名人）、高橋祐次郎
  - 唄 - 浅利みき
  - 太鼓 - 佐藤寿昭
  - 踊り - 大瀬社中
- 映画スター - 中野英治
- オコゼ - 倉田準二
- 写真記者 - 松村鈴子 （クレジット上は、女流カメラマン - 桜町弘子が演じている）
- 騙された女 - 花柳幻舟（*クレジット上は、前衛劇スター）
- 宮島すみ子 - 倍賞美津子

## 製作
1976年に公開された横溝正史原作、角川春樹事務所製作、東宝配給による『犬神家の一族』の大ヒットで、出版界、映画界に興ったミステリ・ブームにより、松竹が横溝に対抗して江戸川乱歩に着目して製作した便乗映画。
時代劇や任侠映画の巨匠として知られる加藤泰監督であるが、1970年当時、東映ポルノを推進していた岡田茂東映製作本部長の企画で、岡田から「"ピンク映画ができるまで"をやらんか」といわれ、「おもしろいですね」と製作意欲を見せており、これは製作されなかったが、潜在的にはセックス表現を描く映画に興味を持っていた。

### 撮影
撮影は1977年夏。翌1978年から、加藤監督はドキュメンタリー『ざ・鬼太鼓座』と『炎のごとく』の制作を平行して行った。

### ロケ地
- 浅草六区、浅草寺

## 評価
蓮實重彦は称賛したが、興行は失敗に終わった。
中井英夫は「万事現代風に安直な出来でがっかりさせられた」と酷評しており、同文で、試写で同席した横溝正史も、作家がホテルに缶詰めになるなどということは戦前には絶対になかったと漏らしていたと書いている。
ただし、その横溝は毎日新聞には好意的な一文を寄せた、原作が広く読まれていることから、監督は結末の意外性より、そこへ至るまでの男と女の心理的葛藤に重点を置き替え、そこにひとつの恐怖を演出してみせたという意味で、この映画は十分成功していると書いている。松竹発行のプログラムにも寄稿を依頼されていた事情も考えられるが、ドラマ核心部分に絞った賛辞となっている。